# Isla de Art
Isla de Art (en francés: île Art; o Île d'Art) es una isla de Nueva Caledonia, situada a unos 50 km al noroeste de la punta norte de Grande Terre. Esta es la isla principal del archipiélago y comuna de las islas Belep, y uno de sus islas pobladas (la población melanesia de la vecina isla de Pott fue movida a finales del siglo XIX).
Sus 895 habitantes se concentran en la costa oeste, divididos en siete tribus que se establecieron en torno a Waala (sede de la antigua misión marista) y la bahía del mismo nombre.